# Лейбензон Марк Львович
Марк Львович Лейбензон (1890, місто Херсон — розстріляний 1937) — український радянський партійний діяч, відповідальний секретар Одеського окружного комітету КП(б)У, 1-й секретар Запорізького і Дніпропетровського міськкомів КП(б)У. Член Центральної Контрольної Комісії КП(б)У в червні 1930 — січні 1934 р. Член ЦК КП(б)У в січні 1934 — травні 1937 р.

## Біографія
Народився у єврейській родині робітника друкарні. Закінчив чотири класи міського училища.
З 1902 року працював учнем на взуттєвій фабриці, пізніше — машиністом. За участь у страйку звільнений з роботи, майже рік був безробітним. Потім працював у друкарні Малахова, де познайомився з революційно налаштованими робітниками. Відвідував підпільні гуртки, «масовки». У 1909—1910 роках, за дорученням гуртка, організовував зв'язок із політв'язнями, що сиділи у в'язниці.
У 1914 році призваний до російської царської армії. Протягом шести місяців ухилявся від призову, але був спійманий та відправлений спочатку до штрафної роти, а далі на фронт. Учасник Першої світової війни. Отримав поранення, був відправлений до міста Єльця, де проводив у казармах революційну роботу та агітацію проти війни. У 1917 році демобілізований з армії, переїхав до міста Херсона.
Член РСДРП(б) з лютого 1917 року.
У 1917 році — секретар Херсонської організації РСДРП(б). З жовтня 1917 по 1918 рік — організатор червоногвардійського загону в Херсоні. З квітня 1918 року — член підпільного партійного комітету та ревкому в місті Херсоні, а також член Центрального бюро профспілок Херсонської губернії. Брав активну участь у повстанні й захопленні влади в Херсонській губернії, організації 23-го партизанського загону у місті Новий Буг. З 1919 року був членом Херсонського губернського комітету КП(б)У.
У 1919—1920 роках — на політичній роботі в Червоній армії. У 1920 році служив уповноваженим надзвичайної комісії (ЧК) в місті Миколаєві, обирався членом Миколаївського губернського комітету КП(б)У та уповноваженим Миколаївської губернської Контрольної комісії.
У 1920—1922 роках — член президії виконавчого комітету Херсонської повітової ради та завідувач Херсонського повітового відділу охорони здоров'я. У 1922 році — завідувач організаційно-інструкторського відділу Херсонського повітового комітету КП(б)У.
У жовтні 1922 — березні 1923 року — відповідальний секретар Херсонського повітового комітету КП(б)У. У березні — жовтні 1923 року — відповідальний секретар Херсонського окружного комітету КП(б)У.
31 жовтня 1923 — 29 квітня 1924 року — інструктор Одеського губернського комітету КП(б)У.
У травні 1924 — червні 1925 року — відповідальний секретар Одеського окружного комітету КП(б)У.
5 червня 1925 — травень 1926 року — відповідальний секретар Свердловського районного комітету КП(б)У міста Одеси.
У травні 1926 — лютому 1927 року — завідувач організаційно-інструкторським відділом Одеського окружного комітету КП(б)У.
У квітні 1927 — травні 1928 року — відповідальний секретар Свердловського районного комітету КП(б)У міста Одеси.
19 травня — 11 грудня 1928 року — заступник голови контрольної комісії КП(б)У міста Одеси, голова Одеської міської контрольної комісії КП(б)У — Робітничо-селянської інспекції. Проводив найактивнішу боротьбу з «троцькістами».
21 грудня 1928 — вересень 1930 року — голова Запорізької окружної контрольної комісії КП(б)У — Робітничо-селянської інспекції.
5 січня 1931 — 16 жовтня 1932 року — секретар партійного комітету КП(б)У Об'єднаного будівництва «Дніпрогесу» (Дніпробуду).
16 жовтня 1932 — 12 лютого 1935 року — 1-й секретар Запорізького міського комітету КП(б)У Дніпропетровської області.
У лютому 1935 — липні 1937 року — 1-й секретар Дніпропетровського міського комітету КП(б)У Дніпропетровської області.
1937 року заарештований органами НКВС. 25 серпня 1937 року засуджений до розстрілу. Посмертно реабілітований.

## Нагороди
- орден Леніна (17.09.1932)